# Trespuentes
Trespuentes en espagnol ou Tresponde en basque  est une commune ou une contrée appartenant à la municipalité d'Iruña Oka dans la province d'Alava, située dans la Communauté autonome basque en Espagne.
Trespuentes est connue principalement pour son pont romain de 13 arcs et le célèbre site archéologique d'Iruña-Veleia, (oppidum romain).

## Demographie et population
| 2000 | 2001 | 2002 | 2003 | 2004 | 2005 | 2006 | 2007 |
| ---- | ---- | ---- | ---- | ---- | ---- | ---- | ---- |
| 189  | 189  | 205  | 208  | 223  | 258  | 257  | 250  |